# بحيرة أوتيسكو
تعد بحيرة أوتسكو في أقصى الشرق من منطقة نيويورك الحادية عشرة بحيرة للأصمة. وتقع بحيرة 048 2 فكر (8.29 كم2) في مقاطعة أونونداغا، (11) جنوب غرب مدينة سيراكيوز.

## تاريخ
قد يكون اسم بحيرة أوتيسكو مشتقًا من اسم إيروكوا لمنفذ البحيرة، اوس-تي-كي، وهذا يعني «الجوز المر». هناك خريطة أقدم واحدة على الأقل، نُشرت عام 1825، تحمل اسمها «أوستيسكو». قد يكون الاسم مشتقًا أيضًا من كلمة اوستيكني، والتي تعني «المياه جافة كثيرًا»، وكلمه أونونداغا أوزليك، والتي تعني «الماء منخفض».
وقبل الاستيطان الأوروبي، كان سكان أونونداغا يستخدمون البحيرة لصيد الأسماك والصيد الموسميين، غير أنه لم يكن من المعروف وجود مستوطنات دائمة. وبعد الحرب الثورية، أُعطيت الأراضي المحيطة بحيرة أوتسكو للجنود كمدفوعات لقاء خدمتهم في الحرب. وقد شيد أول منزل بالقرب من رأس بحيرة أوتسكو بواسطة أوليفر توتل في عام 1804، في مدينة أوتسكو اليوم.
وفي عام 1869، زادت بحيرة أوتسكو بتشييد سد بالقرب من منفذ البحيرة، مما مكن من استخدام البحيرة كخزان في قناة إيري. ورفعت عملية بناء السد مستويات البحيرات بـ 9 أقدام (2.7 أمتار)، وأغرق طريقًا في الطرف الجنوبي من البحيرة. لإعادة بناء الطريق، تم بناء ممر خارج سجلات القطع. وقد تضرر الجسر بسبب العواصف وسمح له بالتدهور قبل إعادة بناؤه في عام 1983
وتستخدم بحيرة أوتيسكو كمصدر لمياه الشرب العامة للسكان في النصف مقاطعة أونونداغا منذ عام 1908. في عام 1909, زادت مستويات البحيرات بمقدار أربعة أقدام إضافية (1.2متر) عند رفع السد لزيادة طاقة البحيرة.واليوم، تدير مقاطعة أونداغا ووتر أوتورتي استخدام البحيرة كمورد عام للمياه.في عام 2011، قدمت بحيرة أوتيسكو المقدمة 17,280,000 غالون أمريكي (65,400,000 ل) من الماء في اليوم الواحد.

## وصف
وتبلغ مسافات بحيرة أوتسكو حوالي 5.4 ميل (8.7 كيلومترات) وطول 0.75 ميلا (1.21 كيلومتر) على أوسع نقطة. 6 - ويبلغ متوسط عمق البحيرة 33 قدما (10 أمتار) وتبلغ عمقها الأقصى 66 قدما (20 مترا). وتبلغ مساحة البحيرة 2.048 فدان (8.29 كيلومترا مربعا) ويمكنها أن تحتفظ بـ 21 بليون غالون أمريكي (000 79 متر) من المياه. وتدخل بحيرة أونونداغا الأولى عبر نين ميل كريك ثم بحيرة أونتاريو عبر نهري سينيكا وأوسويغو.
تقع بحيرة أوتيسكو بالكامل داخل مقاطعة أونونداغا ويحدها مدينتي مارسيلوس وأوتسكو وسبافورد. ويغطي مستجمعات المياه فيها 38.7 ميلا مربعا (100 كيلومتر؟) من الأراضي الريفية في المقام الأول. وهناك 42 في المائة من مستجمعات المياه زراعية، و 33 في المائة منها مشجرة و 9 في المائة من أحواض الأنهار. وتمثل الأراضي الرطبة والمياه المفتوحة نحو 13 في المائة من مستجمعات المياه. ويقع ما يقرب من نصف المنازل داخل مستجمعات مياه البحيرة على شاطئ البحيرة أو بالقرب منها.
وفقا وكالة حماية البيئة في الولايات المتحدة، تتأثر بحيرة أوتيسكو من جراء التلوث من مصادر غير نقاط من استخدام الأراضي السكنية الزراعية وتآكل الأنهار. ويشمل التلوث من هذه المصادر مبيدات الآفات والأسمدة، والترسبات من تآكل وضعف الحرث والممارسات الجريان السطحي من أنظمة الصرف الصحي، المروج ومواقع البناء. حاليًا البحيرة تعاني من المشاكل الناجمة عن حمار وحشي بلح البحر التي أدخلت إلى مياه البحيرة عبر الطواقي.

## الترفيه

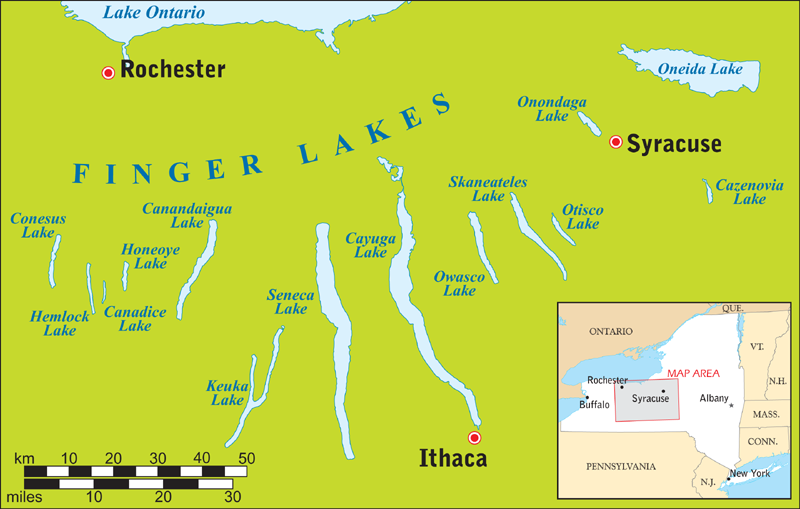
خريطة توضح بحيرة أوتيسكو وبحيرات فينجر الأخرى فيما يتعلق ببحيرة أونتاريو وشمال نيويورك

بالقرب من بحيرات فينجر إلى مدينة سيراكيوز، تعتبر البحيرة وجهة ترفيهية شعبية فالصيف. في اليوم الأول من موسم الباز، عادة حول نهاية الأسبوع الثاني في شهر يونيو، صيد سنوية ديربي يقام.
يتوفر إطلاق مقطورات للقوارب، وتقع مقطورتان للقوارب على طول الجزء الجنوبي الشرقي من البحيرة.

## روابط خارجية
- Onondaga County Parks: Otisco Lake Park
- Onondaga County Water Authority